# Atelídeos
Atelidae é uma família de primatas encontrados originariamente na América do Sul. 

## Taxonomia
- Família Atelidae
  - Subfamília Alouattinae
    - Gênero Alouatta
      - Alouatta palliata
      - Alouatta pigra
      - Alouatta macconnelli
      - Alouatta sara
      - Alouatta belzebul
      - Alouatta caraya
      - Alouatta ululata
      - Alouatta nigerrima
      - Alouatta guariba
        - Alouatta guariba guariba
        - Alouatta guariba clamitans

      - Alouatta coibensis
        - Alouatta coibensis coibensis
        - Alouatta coibensis trabeata

      - Alouatta seniculus
        - Alouatta seniculus seniculus
        - Alouatta seniculus arctoidea
        - Alouatta seniculus juara

  - Subfamília Atelinae
    - Gênero Ateles
      - Ateles paniscus - Macaco-aranha
      - Ateles hybridus
      - Ateles belzebuth
      - Ateles chamek
      - Ateles marginatus
      - Ateles fusciceps
        - Ateles fusciceps fusciceps
        - Ateles fusciceps rufiventris

      - Ateles geoffroyi
        - Ateles geoffroyi yucatanensis
        - Ateles geoffroyi vellerosus
        - Ateles geoffroyi geoffroyi
        - Ateles geoffroyi ornatus
        - Ateles geoffroyi grisescens

    - Gênero Brachyteles
      - Brachyteles arachnoides - Miriqui
      - Brachyteles hypoxanthus

    - Gênero Lagothrix
      - Lagothrix lagothricha - Macaco-barrigudo
      - Lagothrix poeppigii
      - Lagothrix lugens
      - Lagothrix cana
        - Lagothrix cana cana
        - Lagothrix cana tschudii

    - Gênero Oreonax
      - Oreonax flavicauda